# Buckfastleigh
Buckfastleigh ist eine Gemeinde im Distrikt Teignbridge in der Grafschaft Devon, England, am Rande des Dartmoor-Nationalparks. Bekannt ist sie für ihre im frühen 20. Jahrhundert im normannischen und frühgotischen Stil wiederaufgebaute Buckfast Abbey, als Ausgangspunkt der South Devon Railway, für eine Schmetterlingsfarm und ein Otterreservat.

## Geschichte
Die wirtschaftliche Bedeutung des Ortes gründete sich auf die Getreide-, Papier- und Wollmühlen, die vor allem der River Dart mit seiner Wasserkraft antrieb. Der mittelalterliche Ursprung ist noch am Straßengrundriss zu erkennen; die meisten Gebäude stammen aber aus dem 18. bis 20. Jahrhundert.

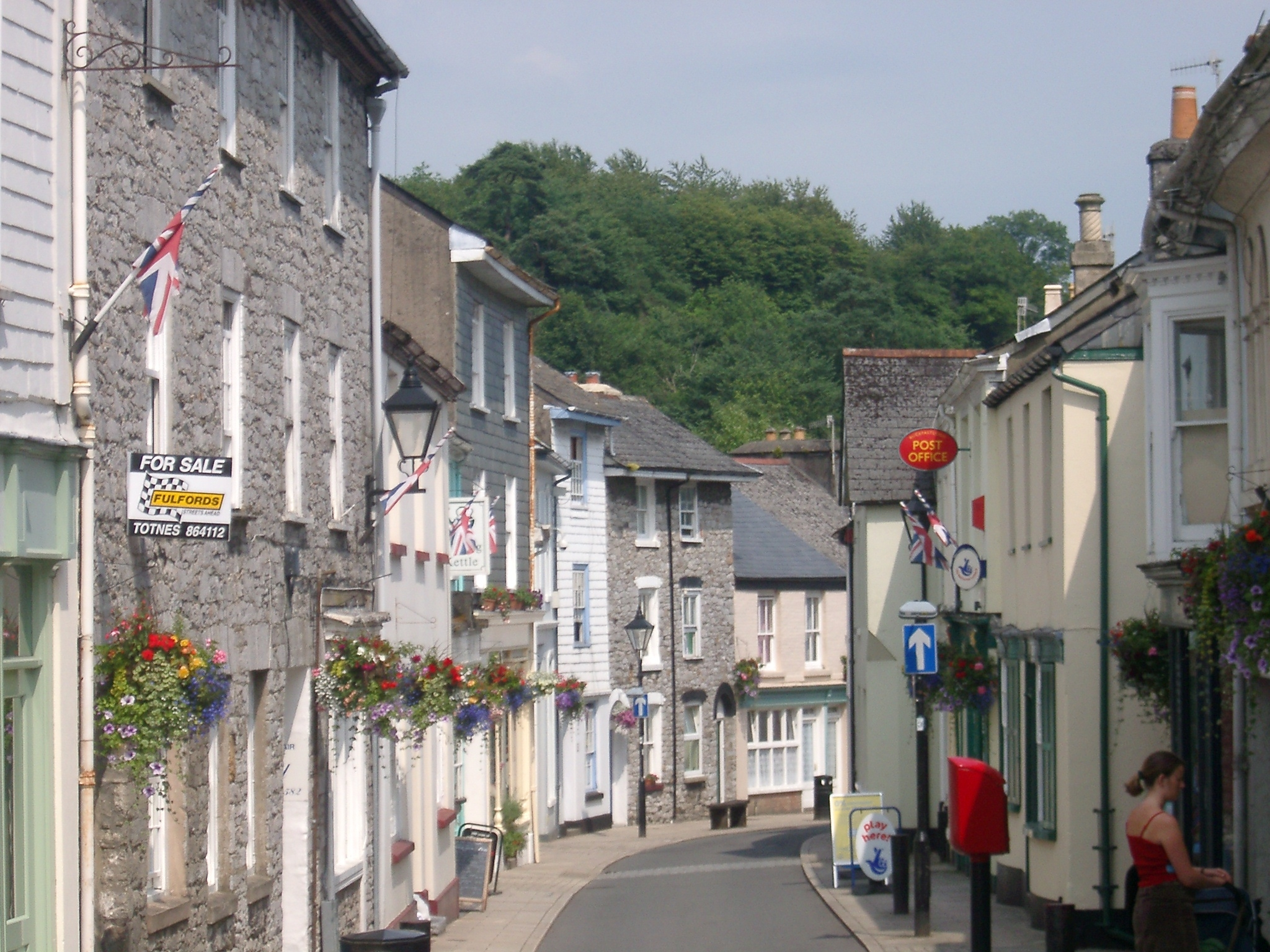
Hauptstraße
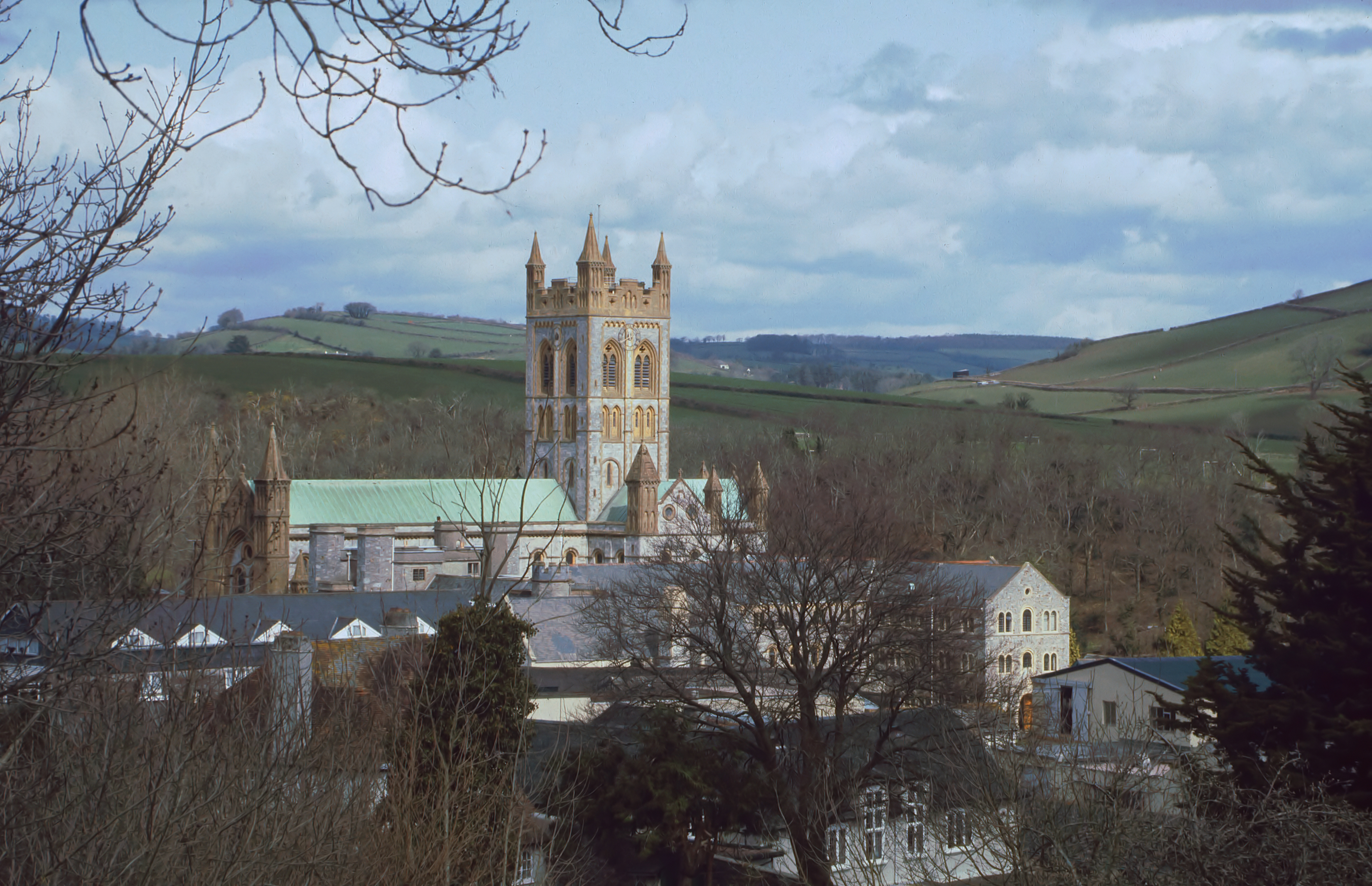
Buckfast Abbey
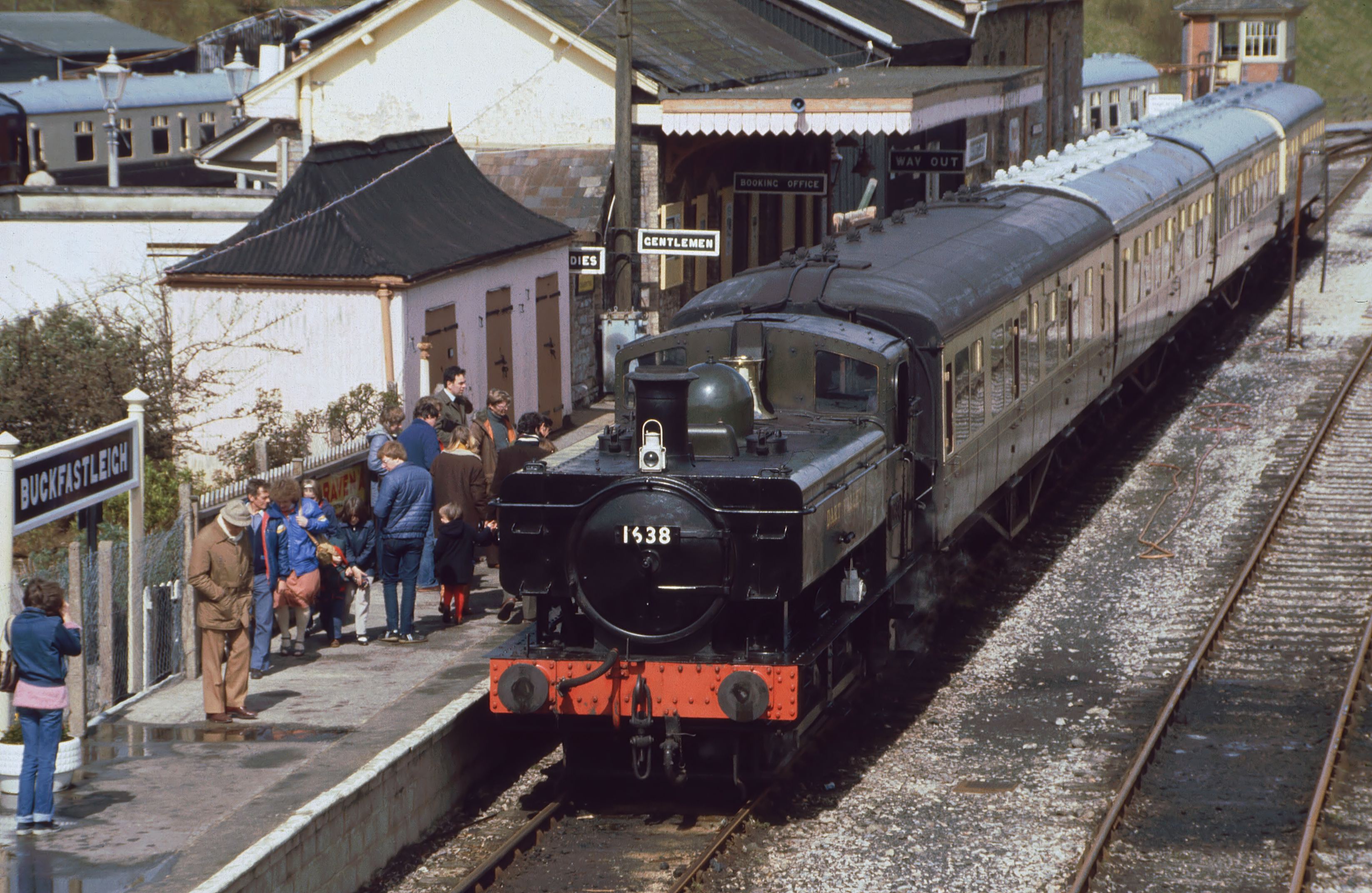
South Devon Railway